# Cercomacra parkeri
Cercomacra parkeri là một loài chim trong họ Thamnophilidae.